# Ballymote Castle
Ballymote Castle (irsk: Caisleán Bhaile an Mhóta) er en stor rektangulær borg bygget omkring år 1300, der ligger i udkanten af Ballymote i det sydlige County Sligo, Irland. Området har historisk været kendt som Átha Cliath an Chorainn, der kan oversættes til The Ford of the Hurdles of Corann. Det er den sidste normanniske borg i Connacht. Den blev sandsynligvis opført for at beskytte og kontrollere Richard Óg de Burgh, 2. jarl af Ulsters (også kendt som Red Earl) nyerobrede områder i County Sligo, et stykke vej fra en tidligere motte.